# Gare de Bédarrides
La gare de Bédarrides est une gare ferroviaire française de la ligne de Paris-Lyon à Marseille-Saint-Charles, située sur le territoire de la commune de Bédarrides, dans le département de Vaucluse, en région Provence-Alpes-Côte d'Azur.
Elle est mise en service en 1854 par la Compagnie du chemin de fer de Lyon à la Méditerranée (LM) ; son ancien bâtiment voyageurs construit cette même année est toujours existant bien qu'inutilisé et muré. C'est une halte voyageurs de la Société nationale des chemins de fer français (SNCF) du réseau TER PACA desservie par des trains régionaux.

## Situation ferroviaire
Établie à 31 mètres d'altitude, la gare de Bédarrides est située au point kilométrique (PK) 727,199 de la ligne de Paris-Lyon à Marseille-Saint-Charles entre les gares de Courthézon et de Sorgues - Châteauneuf-du-Pape.
La gare est sur un remblai de plusieurs mètres de haut entre le pont sur l'avenue de la Gare et celui sur l'Ouvèze. Elle comporte deux quais d'une longueur de 130 mètres.

## Histoire
La station de Bédarrides est mise en service le 29 juin 1854 par la Compagnie du chemin de fer de Lyon à la Méditerranée, lorsqu'elle ouvre à l'exploitation la section d'Avignon à Valence de sa ligne de Lyon à Avignon.

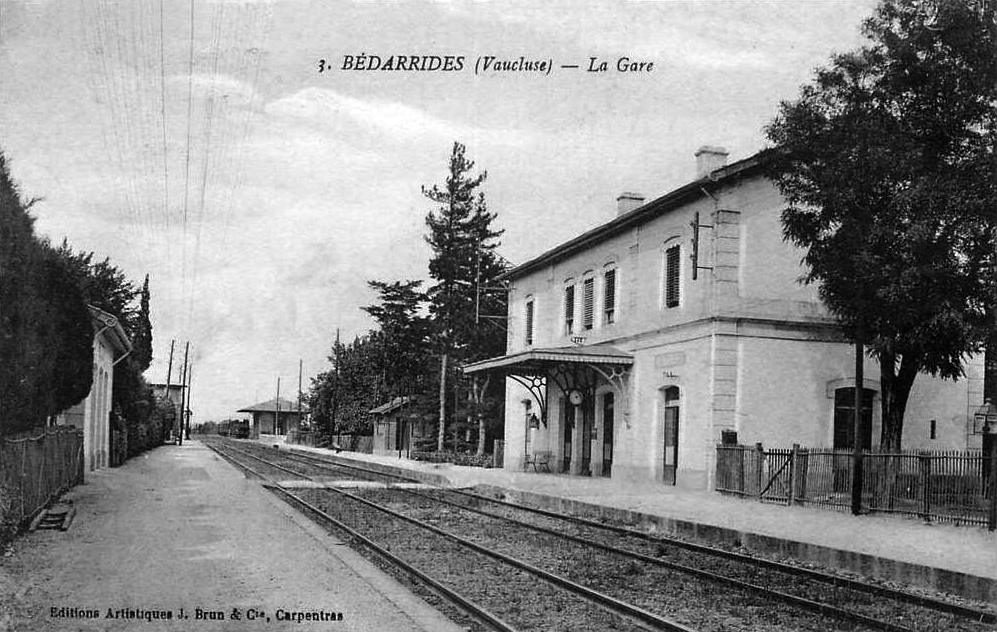
La gare vers 1900

La « gare de Bédarrides » figure dans la nomenclature 1911 des gares, stations et haltes, de la Compagnie des chemins de fer de Paris à Lyon et à la Méditerranée (PLM). Elle porte le no 12 de la ligne de Paris à Marseille et à Vintimille. C'est une gare qui dispose des services complets, de la grande vitesse (GV) et de la petite vitesse (PV), « à l'exclusion des chevaux chargés dans des wagons-écuries s'ouvrant en bout et des voitures à 4 roues à deux fonds et à deux banquettes dans l'intérieur, omnibus, diligences, etc. ».
En 1926, on procède à l'amélioration des installations pour la petite vitesse.
En 1936, 14 employés du PLM sont domiciliés sur la commune.
En 1993, la gare dispose d'un bâtiment voyageurs, de type « à cinq portes », un abri sur le quai et un quai couvert pour les marchandises.
La gare devient un simple arrêt pour des trains régionaux, sans doute, à la fin du XXe siècle ou au début du XXIe. Son ancien bâtiment voyageurs, inutilisé, est constaté muré en 2012. Cette situation n'empêche pas la desserte voyageurs ; au début des années 2010, il y a 20 arrêts de trains TER chaque jour. Il faut 10 minutes pour relier la gare d'Avignon-Centre.

## Service des voyageurs

### Accueil
Halte SNCF, c'est un point d'arrêt non géré (PANG) à accès libre. Elle dispose d'un automate pour l'achat de titres de transport TER.
L'accès aux quais et la traversée des voies s'effectuent en passant par des escaliers et la rue de la Gare sous le pont du chemin de fer (voir photos).

### Desserte
Bédarides est une halte régionale du réseau TER PACA desservie par des trains de la relation de Avignon-Centre à Valence-Ville, ou Lyon-Perrache, ou Lyon-Part-Dieu.

### Intermodalité
Le stationnement des véhicules est difficile à proximité.

## Patrimoine ferroviaire
Sur le site de la gare, subsiste le bâtiment voyageurs, inutilisé et fermé, construit pour l'ouverture de la gare en 1854, dont la façade a été remaniée car elle ne comporte plus que quatre portes à la place des cinq d'origine ; la marquise a disparu. On peut voir aussi l'abri voyageurs du quai opposé et la base du château d'eau utilisé du temps des locomotives à vapeur (voir photographies).

## Gare et cartes postales
Des photos de la gare ou de son environnement ferroviaire illustrent des cartes postales du début du XXe siècle, notamment :
- « Le Vaucluse illustré - Bédarrides (2) - La Gare », Collections artistiques « Lux » - Lang fils ainé, phot. édit. Montélimar-Orange, édition Dausset,
- « Bédarrides - La Gare », Prévot, 26 rue de la République, Avignon,
- « Bédarrides (Vaucluse) - La Gare », éditions artistiques J. Brun & Cie, Carpentras,
- « Bédarrides - La Gare », Manufacture alimentaires, Valence - L. Gros - Bédarrides,
- « Bédarrides (Vaucluse) - Pont du chemin de fer » (sur l'Ouvèze), éditions artistiques J. Brun & Cie, Carpentras,
- « Bédarrides (Vaucluse) - inondations 8/15 novembre 1907 », quartier de la gare, vue prise de la descente de la gare des marchandises.

## Galerie de photographies

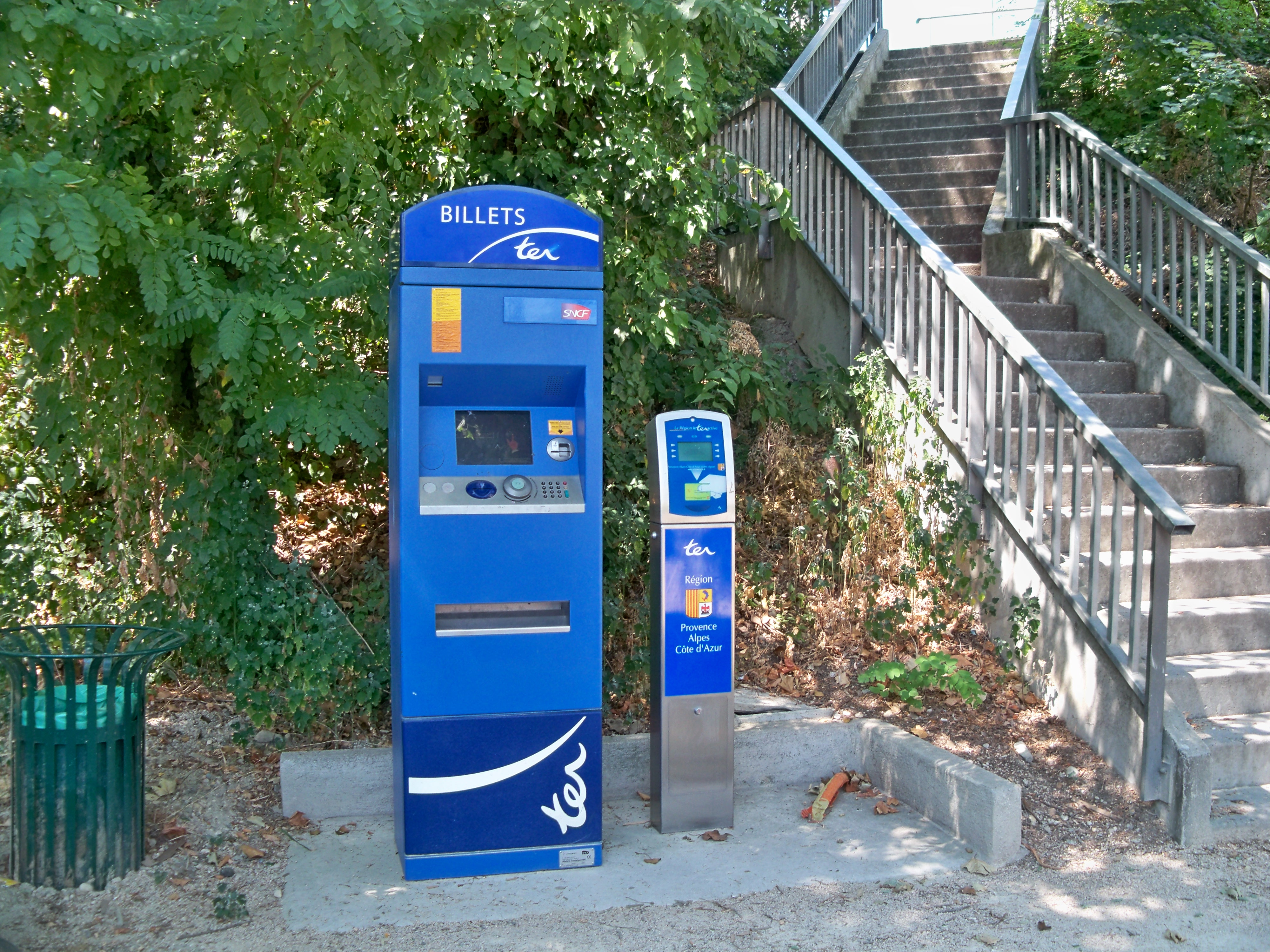
Automate et composteur.
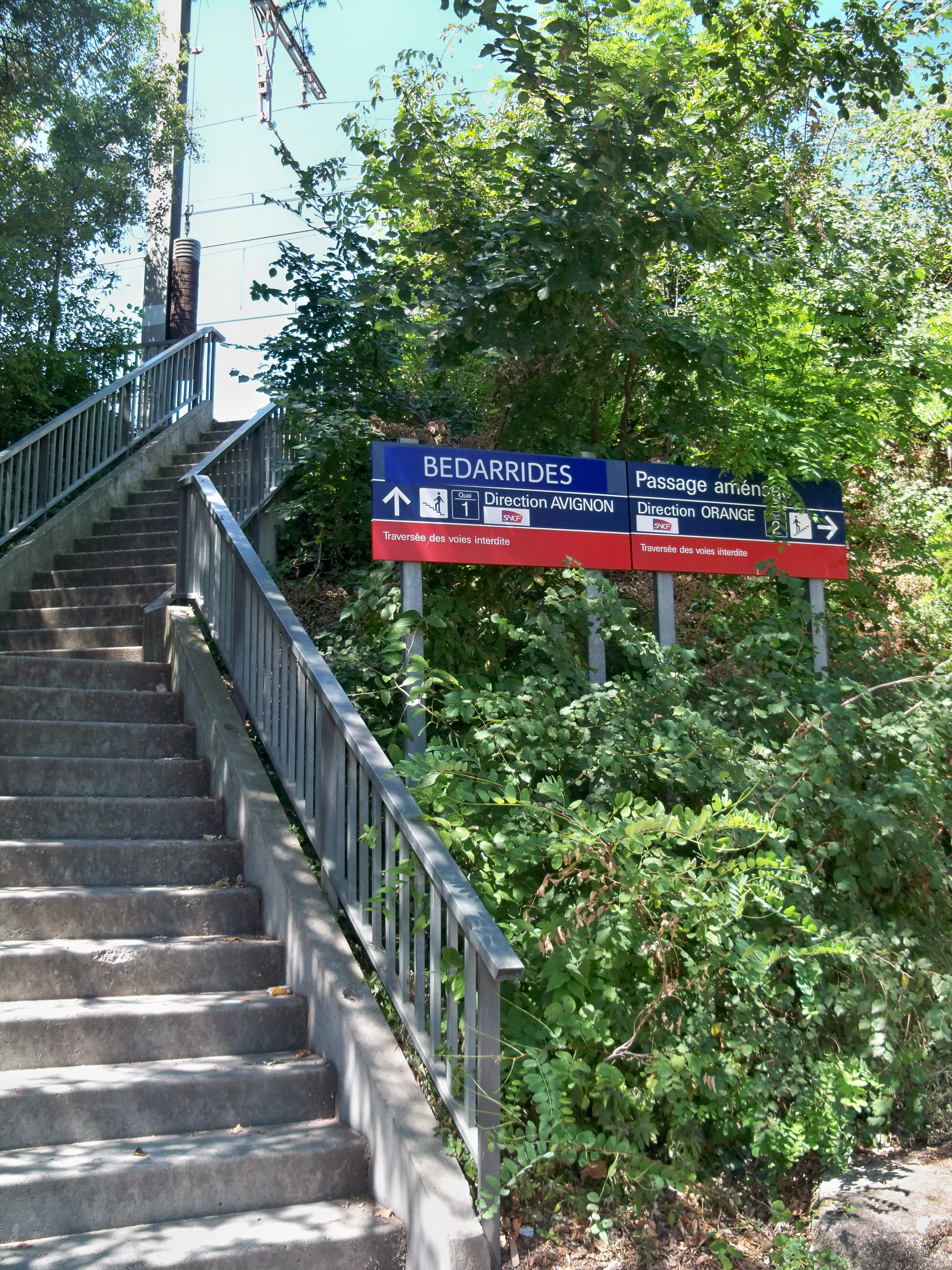
Accès aux quais.
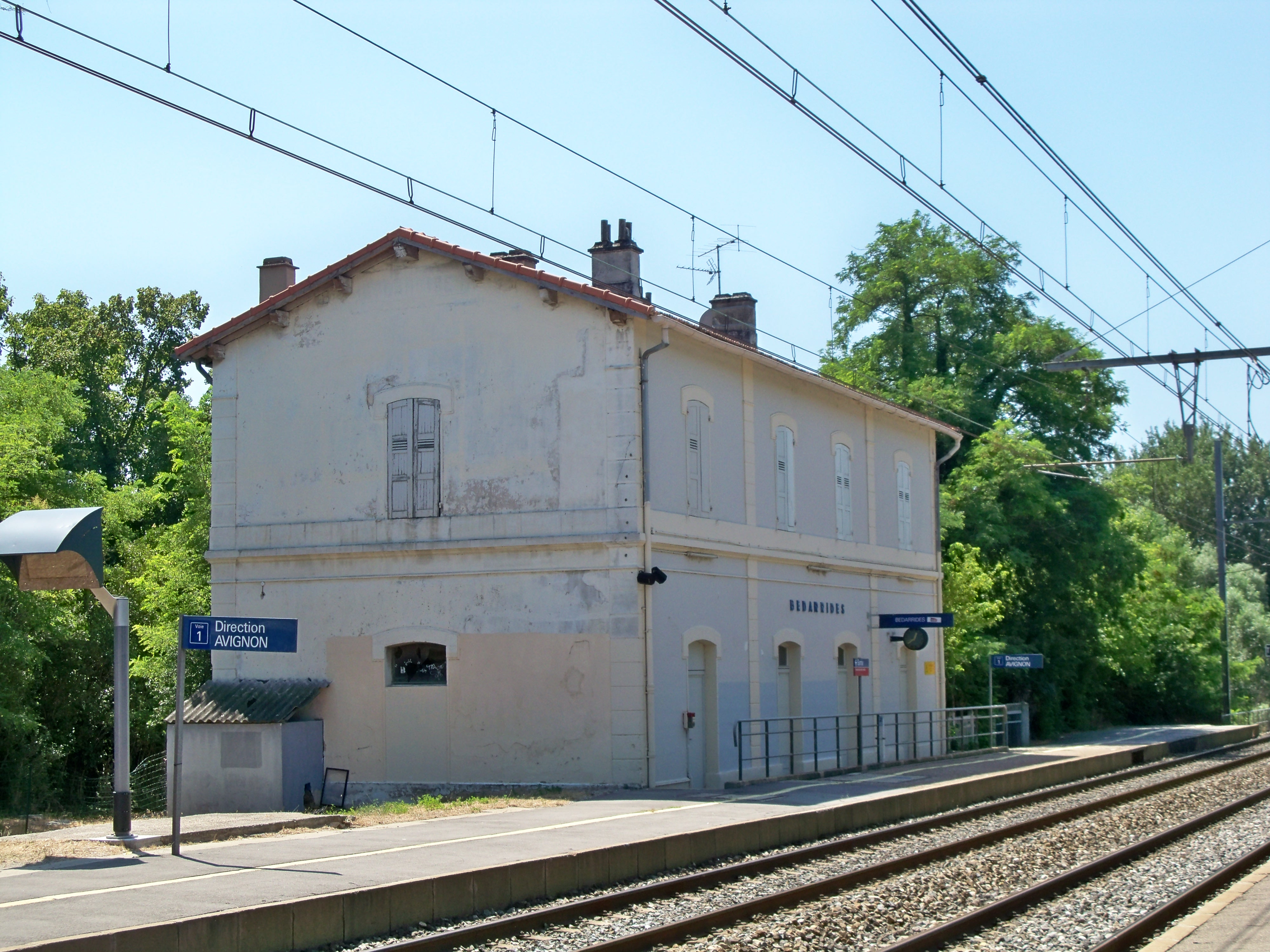
Ancien bâtiment voyageurs (qui n'a plus que quatre portes).
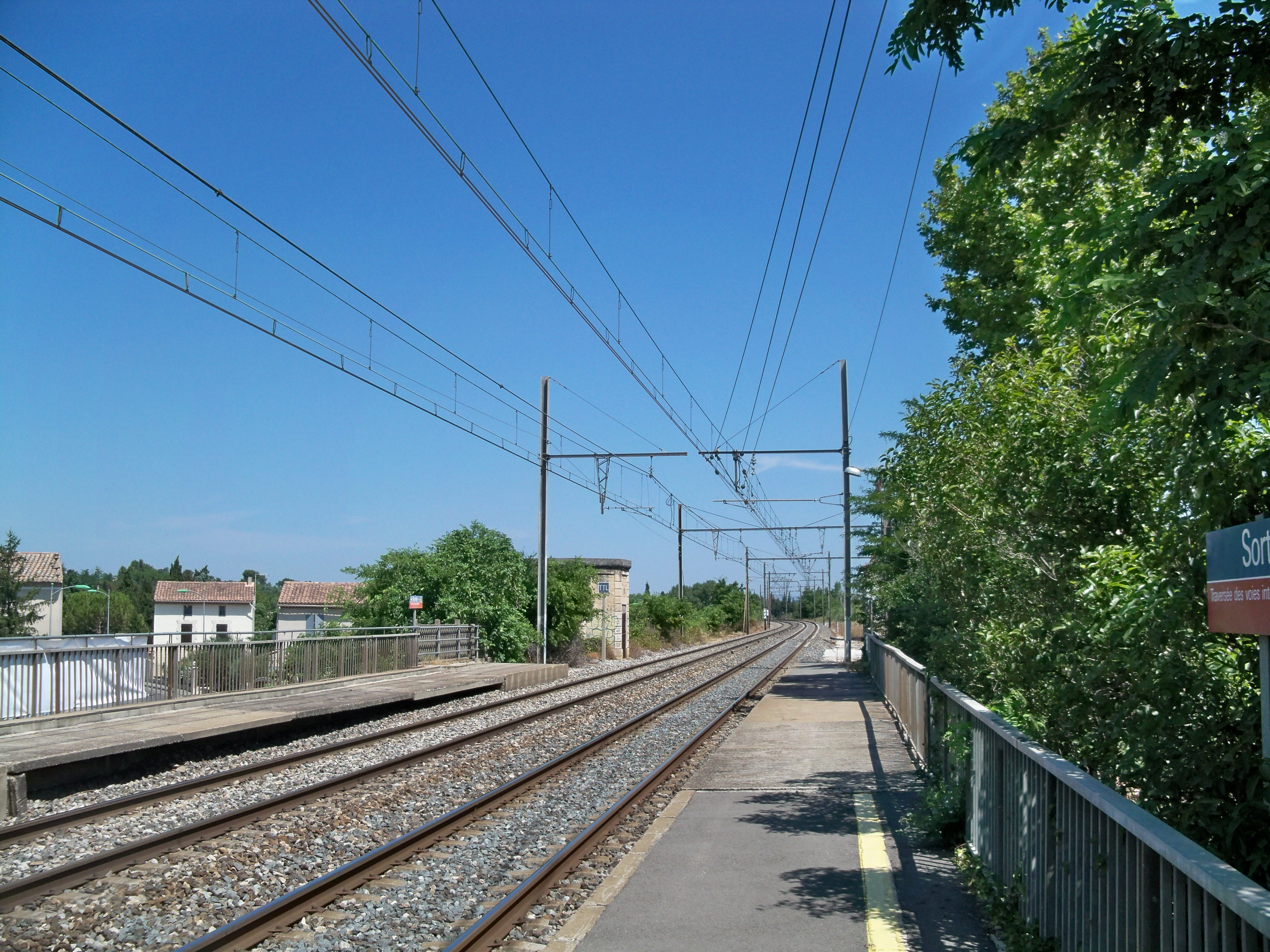
Base de l'ancien château d'eau (à gauche).